# غريغوري وينتر

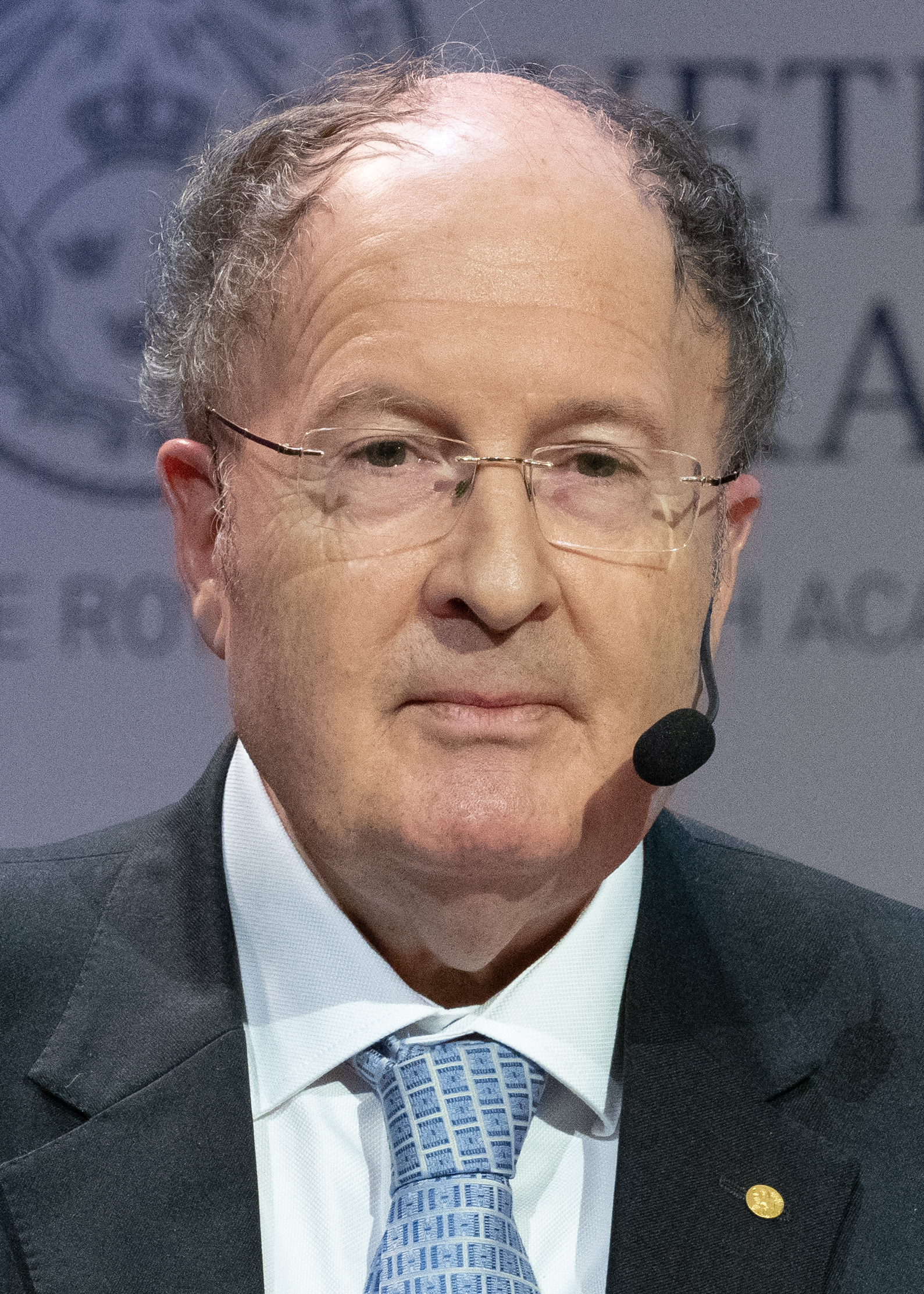
غريغوري وينتر خلال مؤتمر نوبل الصحفي في ستوكهولم، ديسمبر 2018

غريغوري وينتر (اختصاراً غريغ وينتر) (بالإنجليزية: Gregory Paul Winter)‏ هو عالم كيمياء حيوية بريطاني من مواليد 14 أبريل 1951؛ وهو متخصص في مجال البروتينات المناعية.

## جوائز وتكريم
- جائزة الملك فيصل العالمية للطب عام 1415 هـ / 1995م مشاركة مع «مارك ديفز» و «تاك واه ماك».
- حاز وينتر برفقة فرانسيس أرنولد وجورج سميث على جائزة نوبل في الكيمياء سنة 2018 لأبحاثهم على البروتينات.